# Asno de Buridan

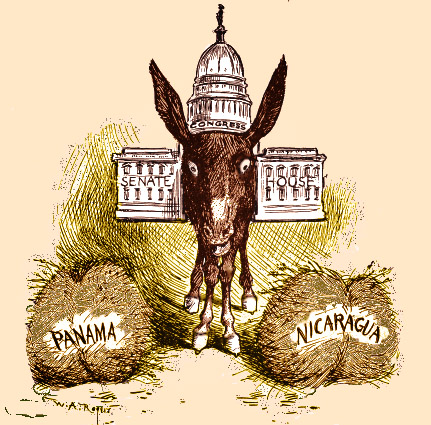
Cartoon político, c. 1990, retratando o Congresso dos Estados Unidos como o asno de Buridan

O Asno de Buridan é um paradoxo em filosofia sobre o conceito de livre-arbítrio. Refere-se a uma situação hipotética em que um asno é colocado à mesma distância de um fardo de palha e um recipiente com água. Uma vez que o paradoxo assume que o asno irá sempre para o que estiver mais perto, ele irá morrer de sede e de fome, uma vez que não pode tomar nenhuma decisão racional sobre a escolha de uma ou de outra hipótese.
O paradoxo tem este nome devido ao filósofo francês do século XIV, Jean Buridan, que satiriza o determinismo moral. Filósofo ocamista, ensinava o determinismo psicológico de acordo com o qual o homem quer necessariamente o bem que lhe parece o melhor. 
Fernando van Steenberghen e Arthur Schopenhauer no entanto, afirmam que este exemplo inexiste nas obras de Buridan, mas que pode provir de seu ensino oral ou então ter sido inventado por adversários para ridicularizar sua doutrina.
Na sua obra Sobre o Céu, Aristóteles já se refere ao paradoxo.